# Parque de los Venados (estación)
Parque de los Venados es una de las estaciones que forman parte del Metro de la Ciudad de México, perteneciente a la Línea 12. Se ubica al sur de la Ciudad de México, en la alcaldía Benito Juárez.

## Información general
El icono representa por dos venados, ya que la estación se encuentra próxima al parque "Francisco Villa", más conocido como Parque de los Venados. A su vez, el nombre del parque se debe a que antes se habían colocado las estatuas de dos venados, que sirvieron de punto de referencia para hallar el parque.
En esta estación se llevó a cabo la inauguración de la Línea 12 el 30 de octubre de 2012 por Marcelo Ebrard Casaubón, Jefe de Gobierno del Distrito Federal (2006-2012) y Felipe Calderón Hinojosa, Presidente de México (2006-2012).

### Incidencias
La estación permaneció cerrada desde el 4 de mayo de 2021 hasta el 15 de enero de 2023 por seguridad, debido a un desplome que ocurrió en la interestación Tezonco-Olivos con dirección a Tláhuac y que dejara un saldo de 27 fallecidos y 80 heridos.

## Afluencia
La siguiente tabla presenta la afluencia de la estación en el año 2014, organizados en días laborales, fines de semana y días festivos.
| Día           | Afluencia promedio |
| ------------- | ------------------ |
| Laboral       | 8,002              |
| Fin de semana | 4,362              |
| Día festivo   | 2,963              |

La siguiente tabla muestra la afluencia de la estación en los últimos 10 años:
| Afluencia Anual de Pasajeros | Afluencia Anual de Pasajeros | Afluencia Anual de Pasajeros | Afluencia Anual de Pasajeros | Afluencia Anual de Pasajeros | Afluencia Anual de Pasajeros |
| ---------------------------- | ---------------------------- | ---------------------------- | ---------------------------- | ---------------------------- | ---------------------------- |
| Año                          | Afluencia                    | A Diario                     | Ranking                      | Incremento                   | Ref.                         |
| 2023                         | 2,378,215                    | 6,515                        | 147°/187                     | X                            | [ 6 ]                        |
| 2022                         | 0                            | 0                            | X                            | -100.00%                     | [ 7 ]                        |
| 2021                         | 567,984                      | 1,556                        | 190°/195                     | -73.54%                      | [ 8 ]                        |
| 2020                         | 2,146,646                    | 5,865                        | 148°/195                     | -49.48%                      | [ 9 ]                        |
| 2019                         | 4,249,439                    | 11,642                       | 144°/195                     | +1.75%                       | [ 10 ]                       |
| 2018                         | 4,176,515                    | 11,442                       | 144°/195                     | +6.62%                       | [ 11 ]                       |
| 2017                         | 3,917,164                    | 10,731                       | 146°/195                     | +8.53%                       | [ 12 ]                       |
| 2016                         | 3,609,186                    | 9,861                        | 150°/195                     | +19.43%                      | [ 13 ]                       |
| 2015                         | 3,021,968                    | 8,279                        | 150°/195                     | +732.39%                     | [ 14 ]                       |
| 2014                         | 2,863,417                    | 7,844                        | 156°/195                     | -1.45%                       | [ 15 ]                       |

## Conectividad

### Salidas
- Norponiente: Eje 7 Sur Avenida Municipio Libre casi esq. con Calle Uxmal (a un lado del edificio de la Alcaldía Benito Juárez), Col. Santa Cruz Atoyac.
- Surponiente: Eje 7 Sur Avenida Municipio Libre y Calle Uxmal, Col. Residencial Emperadores.
- Nororiente: Eje 7 Sur Avenida Municipio Libre y Calle Uxmal (a un lado del Parque de los Venados), Col. Santa Cruz Atoyac

### Conexiones
Existen conexiones con las estaciones y paradas de diversos sistemas de transporte:
Metrobús de la Ciudad de México
- Línea 3 del Metrobús de la Ciudad de México (Tenayuca / Pueblo Santa Cruz Atoyac):
  - Pueblo Santa Cruz Atoyac.

Servicio de Transportes Eléctricos de la Ciudad de México
- Línea 3 del Trolebús de la Ciudad de México (Mixcoac / Mueso de Transportes Eléctricos):
  - Parque de los Venados.

Corredores Concesionados
- Corredor Eje 8-Iztapalapa (COVISUR) (Barranca del Muerto / Ermita).

## Sitios de interés
- Museo de la Radio
- Parque de los Venados